# Hazel Tubic
Hazel S. Tubic (IPA: /ˈtjuːbɪk/; Huntly, 31 dicembre 1990) è una rugbista a 15 neozelandese, estremo di Counties Manukau e due volte campionessa con le Black Ferns alle edizioni 2017 e 2021 della Coppa del Mondo.

## Biografia
Cresciuta a Te Kauwhata, cittadina della regione del Waikato, gioca a rugby sin da quando aveva nove anni.
Benché esordiente a 21 anni con le Black Ferns (a novembre 2021; i suoi primi 6 incontri internazionali furono tutti contro l'Inghilterra con 5 sconfitte e una vittoria), decise di passare al rugby a sette, disciplina nella quale vinse diversi tornei internazionali tra i quali il Roma Seven nel 2012 e 2013 e la Coppa del Mondo 2013 in Russia.
Ripresa l'attività nel VII, fu messa sotto contratto professionistico a Nagato, città del Giappone meridionale e, quando l'attività sportiva fu interrotta quasi ovunque in tutto il mondo a causa della pandemia di COVID-19 che impedì i trasferimenti, Tubic poté godere della relativa libertà di movimento che la sua regione di residenza permetteva ancora per giocare e mantenersi in forma in vista di un ritorno in patria per giocare a XV con la nazionale.
Rientrata a tempo pieno per la provincia di Counties Manukau, nel 2021 entrò a far parte della squadra femminile della franchise degli Chiefs nel neoistituito campionato professionistico Super Rugby Aupiki, competizione vinta dalla sua squadra nell'edizione inaugurale.
A giugno 2022 tornò a disputare il suo primo test match dal 2017 anni e il suo dodicesimo assoluto dal 2011, e fu successivamente inserita nella squadra che prese parte alla Coppa del Mondo 2021 che le Black Fern disputarono in casa, vincendolo}.
Tubic scese in campo in tutti gli incontri a parte la semifinale, totalizzando quindi nel solo anno 2022 la metà esatta dei suoi 22 incontri in undici anni di carriera internazionale.

## Palmarès
- Coppe del mondo: 2
Nuova Zelanda: 2017, 2021
- Super Rugby Aupiki: 1
Chiefs: 2022